# WAS!
Was (Eigenschreibweise: was!) war ein von 2004 bis 2016 ausgestrahltes Wirtschafts- und Verbrauchermagazin des rbb Fernsehens. Der Titel stand dabei für die „thematische Bandbreite der Sendung: Wirtschaft, Arbeit, Sparen“.

## Rahmenbedingungen
Die Sendung wurde anfangs wöchentlich montags von 20:15 Uhr bis 21.00 Uhr ausgestrahlt, ab August 2012 erfolgte die Ausstrahlung alle 14 Tage mittwochs von 22:15 Uhr bis 22:45 Uhr im rbb Fernsehen. Moderiert wurde die Sendung von Corinna Wolters und Gerald Meyer, Off-Sprecherin war Cathrin Bonhoff. Die Sendung war mit teletext-Untertiteln für Menschen mit Schwerhörigkeit ausgestattet.
Im Rahmen einer Programmreform wurde die Sendung im Dezember 2016 eingestellt, ab dem 8. Mai 2017 startete die thematisch ähnlich aufgestellte Sendung Super.Markt im rbb Fernsehen.

## Inhalte
Die Sendung kombinierte Produkttests, Informationen zu aktuellen verbraucherschutzrechtlichen Fragestellungen mit Tipps, wie die Zuschauer ihr Geld sinnvoll einsetzen können. Die Produkttests wurden zum Teil von Redakteuren oder externen Experten durchgeführt. Teilweise wurden auch Verbraucher hinzugezogen, welche die Produkte aus ihrer subjektiven Sicht bewerteten. „was“ informierte daneben über aktuelle wirtschafts- und verbraucherpolitische Themen. So berichtete die „was“-Redaktion Ende 2011 zur diskutierten Energiewende aus einem Trainings- und Forschungszentrum in Cottbus über die Anforderungen an Elektrizitätsversorgungsunternehmen, um auch in Zukunft die Sicherheit der Stromversorgung gewährleisten zu können. In der Reihe „Von Beruf:“ wurde in jeder Woche ein Arbeitnehmer mit seinen typischen Tätigkeiten vorgestellt.

## Ähnliche Sendungen
- Markt (WDR) und Markt (NDR)
- Marktcheck (SWR Fernsehen)
- MEX. das marktmagazin (hr-Fernsehen)
- WISO (ZDF)